# HD103734
HD103734 — хімічно пекулярна зоря спектрального класу
B7 й має видиму зоряну величину в смузі V приблизно  8,7.

## Пекулярний хімічний склад
Зоряна атмосфера HD103734 має підвищений вміст 
Si
.